# Dabou
Dabou è una città, sottoprefettura e comune della Costa d'Avorio. È anche capoluogo del distretto di Lagunes oltre che della regione di Grands-Ponts e dell'omonimo dipartimento. Conta una popolazione di 88 430 abitanti (censimento 2014).